# Alternariol
Alternariol (Abkürzung: AOH) ist ein Mykotoxin, das neben dem Alternariolmonomethylether (Abkürzung: AME) von Schimmelpilzen der Gattung Alternaria, insbesondere von Alternaria alternata, gebildet wird. Die Biosynthese erfolgt über einen Polyketid-Weg. Wegen der ubiquitären Verbreitung von Alternaria spp. kommen deren Toxine in vielen Lebensmitteln vor. Man findet sie in Gemüsen und Früchten wie Tomaten, Kartoffeln, Mandarinen, Melonen, Trauben, Äpfeln, Himbeeren oder Erdbeeren, in Getreiden wie Hirse, Weizen oder Roggen, in Oliven oder in Nüssen.
Während die akute Toxizität von AOH und AME gering ist, zeigen sie in vitro eine deutliche mutagene Aktivität. Sie werden mit der Entstehung von Speiseröhrenkrebs in Verbindung gebracht.

Nummerierung der Atome und Bezeichnung der Ringe im Alternariolmolekül
Alternariolmonomethylether (AME)